# Джон Тріббі
Джон Тріббі (англ. John Tribby; 30 жовтня 1903 — лютий 1983) — американський звукорежисер. Він був номінований на премію Американської кіноакадемії в категорії найкращий звук для фільму Випадок із сержантом Гріша (1930).

## Вибіркова фільмографія
- Жовтий пил[en] / Yellow Dust (1936)
- Випадок із сержантом Гріша / The Case of Sergeant Grischa (1930)